# Reichenau (Schiff, 1961)
Das Motorschiff Reichenau ist ein auf dem Bodensee verkehrendes Passagierschiff der Bodensee-Schiffsbetriebe (BSB).

## Geschichte
Die Deutsche Bundesbahn (DB) beauftragte die Bodan-Werft in Kressbronn am Bodensee mit dem Bau eines weiteren Schiffes vom Typ des Motorschiffes Friedrichshafen, dessen flache Form bei mittlerem Wasserstand ein Passieren der alten Rheinbrücke Konstanz und das Befahren von Flussstrecken wie dem Alten Rhein ermöglicht.
Das Schiff wurde 1961 unter dem Namen Reichenau in Dienst gestellt. Es ersetzte das Motorboot Reichenau im Heimathafen Konstanz und wurde zunächst auf dem Kursverkehr zwischen Konstanz und Radolfzell eingesetzt. Bis 1973 war die Reichenau im Winterkursverkehr zwischen Konstanz und Meersburg eingesetzt.
Später war sie für den Fährbetrieb auf dem Unterseekurs zwischen Radolfzell, Iznang und der Insel Reichenau zuständig. Bevor sie ihren Heimathafen in Radolfzell bezog, mussten bei hohem Wasserstand jedes Mal, bevor das Schiff die alte Rheinbrücke durchqueren konnte, das Dach vom Steuerhaus abgebaut, die Fenster abgeklappt und den Radarmast gelegt werden.
Im Jahr 1996 wurden die Bodensee-Schiffsbetriebe als Tochtergesellschaft „BSB GmbH“ der Deutschen Bahn AG privatisiert. Im Winter 2000/2001 wurde die Reichenau in der BSB-eigenen Werft in Friedrichshafen überholt und modernisiert. Seit 2003 gehören die BSB samt ihren Schiffen zu den Stadtwerken Konstanz.
Im September 2005 war das Schiff Übungsobjekt einer groß angelegten Feuerwehr- und Ölwehrübung des Löschzuges A und des Ölwehrzuges der Freiwilligen Feuerwehr Radolfzell auf dem Zeller See zwischen Radolfzell und Iznang. Auf dem Schiff selbst gibt es feste und mobile Feuerlöschpumpen, mit denen man jeden Punkt des Schiffs erreichen kann.
Ende November 2010 wurde bekannt, dass die BSB beabsichtigt bis 2014 ein neues Schiff zu bauen, das die Reichenau ersetzen und rund 300 Passagiere fassen soll.
Bis zum Saisonende 2016 wurde die Reichenau auf Kursfahrten für die Weiße Flotte auf dem Untersee zwischen Radolfzell, der Insel Reichenau und Konstanz eingesetzt.
Ab der Saison 2017 wurde die Reichenau als Verstärkerschiff im Überlinger See zwischen Unteruhldingen und der Insel Mainau eingesetzt. Den Heimathafen Radolfzell übernahm anstatt eines Neubaus das wesentlich größere Motorschiff Stadt Radolfzell, wie die ehemalige Königin Katharina jetzt heißt.
Nachdem das MS Stadt Radolfzell in der Vor- und Nachsaison 2023 wieder im Kursverkehr zwischen Lindau und Bregenz im Einsatz war, wurde MS Reichenau wieder für Kursfahrten ab Radolfzell zur Insel Reichenau eingesetzt – die letzte Kursfahrt auf seiner langjährigen Einsatzstrecke fand am 15. Oktober 2023 statt.
Nach Ablauf der Betriebsgenehmigung Ende 2023 wurden in der Saison 2024 keine Passagierfahrten mehr mit dem Schiff durchgeführt. Anfang August 2024 wurde MS Reichenau II nach Friedrichshafen überführt, wo vor der BSB-Werft alle noch nutzbaren Teile demontiert wurden. Am 15. Oktober 2024 wurde das Schiff in die Werft nach Fussach zum Abbruch geschleppt.

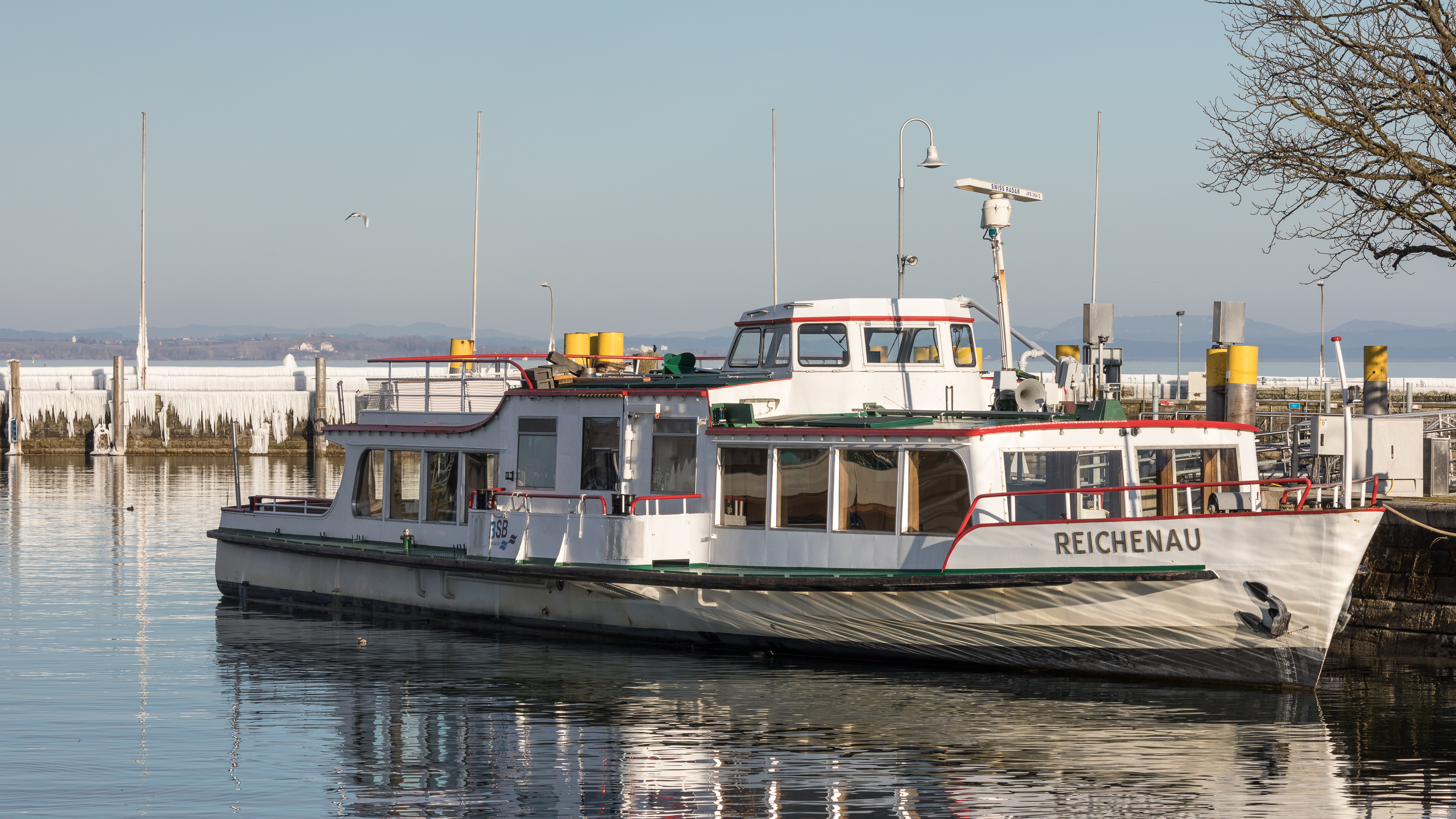
Winterliche Ruhepause in Konstanz für die MS Reichenau